# 乌尔克斯
乌尔克斯（義大利語：Oulx，義大利語發音：[ulks]）是意大利皮埃蒙特大区都靈廣域市的一个市镇。总面积99平方公里，人口3194人，人口密度32.3人/平方公里（2009年）。ISTAT代码为001175。

## 友好城市
- 法國 埃尔巴斯河畔圣多纳（1988年）